# 中央体
中央体（ちゅうおうたい、英: midbody）は、哺乳類の細胞に一過的に存在する構造体であり、細胞質分裂の終わりごろ、分裂中の細胞が完全に分離する直前に存在する。この構造体はヴァルター・フレミングによって1891年に初めて記載された。

## 構造

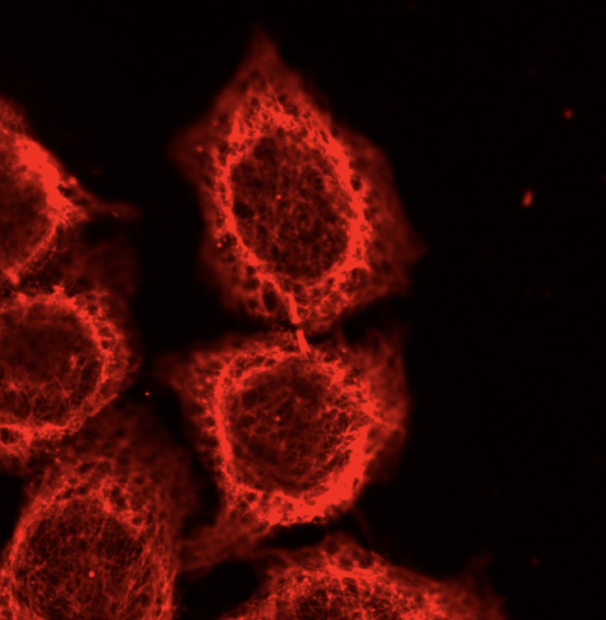
チューブリンの染色によって可視化された中央体

中央体構造には紡錘体に由来する微小管バンドルが含まれ、これは細胞分裂の最終段階でコンパクトに集合したものである。一般的には直径は1 μm、長さは3–5 μmである。微小管以外にも、細胞質分裂、非対称分裂、染色体分離に関与するさまざまなタンパク質が含まれている。 
中央体は細胞質分裂の最終段階を完了する、abscissionと呼ばれる過程に重要である。対称的なabscissionの場合、中央体の両端で切断が起こり、中央体は細胞外環境へ放出される。

## 細胞間シグナル伝達における役割
中央体は細胞質分裂における単なる構造的要素の1つであり、有糸分裂の完了とともに完全に分解されると長らく考えられてきた。しかしながら現在では、中央体はabscission後にエンドソーム様のシグナル伝達分子へと変換され、近隣の細胞によってインターナリゼーションされることもあることが知られている。
このエンドソームはMKLP1によって特徴づけられ、他の細胞へインターナリゼーションされた後も最大48時間にわたって維持される場合がある。この構造はアクチンによって覆われており、インターナリゼーションした細胞によって緩やかに分解される。

## 関連するタンパク質
- MKLP1（英語版）[5]
- TEX14（英語版）[5]
- CEP55（英語版）[5]
- オーロラBキナーゼ[6]